# Stanislav Fišan
Stanislav Fišan (* 2. dubna 1961, Šurany) je bývalý slovenský fotbalový brankář.

## Fotbalová kariéra
Hrál za Inter Bratislava, Slovan Bratislava a Spartak Trnava. Chytal za ligový výběr Slovenska na zájezdu v Jižní Americe v utkání s Argentinou a Peru. V mezistátním utkání Slovenska s Polskem byl náhradníkem Ladislava Molnára. Jeho syn Andrej Fišan chytal také ve slovenské lize (např. za FK Senica, DAC 1904 Dunajská Streda).